# 原田真緒
原田 真緒（はらだ まお、本名：同じ、1988年8月5日 - ）は、日本のタレント、プロニート。
愛称は、はらだん。
愛媛県松山市出身。済美高校卒業。大阪経済大学 経営学部 経営学科卒業。パイク・プランニングを経て、2014年10月15日より2016年12月31日までケイポイント所属。2017年よりフリー。

## 来歴

### タレントとして（活動期間：2009年2月 - 2016年12月）

#### デビューまでの経緯
2009年2月、自身のブログ上でグラビアをやりたいと書いており、それを見た芸能事務所のマネージャーより声がかかったことがきっかけでデビュー。

#### コンテスト
2009年4月、デビュー後わずか2ヶ月で「ミスモバゲーコンテスト2009ファイナリスト」（各賞の受賞はならず）、および「ラウンドワンダーツギャルズ」（活動は5月から）に選出される。また、2012年12月22日には「グラスタアワード グランプリ」を受賞した。

#### DVD
2010年11月26日に自身の1stDVD『ちゅらだん』が発売された。発売当日は自身のブログを114回更新し、アメーバブログの更新頻度ランキング1位となった。以降、2012年10月19日には2ndDVD『いいよかん』、2014年1月31日には3rdDVD『恋衣-こいごろも-』、2015年6月25日には4thDVD『だんだん好きになる』が発売された。

#### 雑誌表紙デビュー
2011年8月25日、四国のビーチギャル2011（ムック）にて念願の表紙デビューを飾る。

#### イベント
- 2013年5月26日より「全国はら団増加作戦 〜 原田真緒 47都道府県グラビア制覇」というイベントを開催[13]。
- 2015年10月11日、自身とヴィレッジヴァンガードとのコラボ商品『男の妄想カレー みかん味 feat.原田真緒』イベントにて一日店長に就任。

#### テレビ番組
「真夜中のおバカ騒ぎ!」（千葉テレビ・TOKYO MX）は、第1回放送から全18回出演。番組ではゲスト紹介コーナーを担った。

#### 所属事務所
- 2012年8月 - 2014年8月31日、パイク・プランニング。
- 2014年10月15日 - 2016年12月31日、ケイポイント[9]。
- 2016年12月31日、所属事務所「ケイポイント」を退社[15]。あわせて不定期で出演していた撮影会もすべて降板しグラビアアイドルとしての活動を終了。

### フリーのタレントとして（活動期間：2017年1月 - ）

#### フリー転向の動機
2016年をもってグラビアタレントを引退した原田は、2017年1月1日より、フリーランスのタレントとして「プロニート」を自称し、活動の中心をSNS配信にシフトする。のちの雑誌のインタビューで動機を聞かれ、グラビアタレントでは生計を立てにくいことを示唆しながらも、「大手ではない芸能事務所に籍を置いても目標としていたテレビタレントへの道は厳しく、フリーで活動しても変わらないと感じた」と語っている。

#### 「単独企画」のトークイベント、個展他を開催
2017年2月27日に「プロニート」として初の単独企画トークイベント「ニート会〜All you neet is love〜 vol.1」を新宿ネイキッドロフトで開催。以降、定期的に単独企画のトークイベント他を全国各地（北海道、千葉、東京、名古屋、大阪、福岡等）で開催している。なお、2020年8月5日の「プロニート王はらだん生誕祭2020 阿佐ヶ谷ロフトA」については、阿佐ヶ谷ロフトAが提供しているオンラインのサービスを利用し無観客にて開催した。
2017年8月7日 - 20日には名古屋cafe DODOにて「はらだん初個展『ニート画伯が個展やってみた』」を、2018年3月20日 - 26日には高円寺ギャラリーRにて「はらだん個展2018」を、2021年3月1日 - 22日には押上温泉・銭湯「大黒湯」にて「安眠まくらちゃん湯上がり個展」を開催した。これらの個展では、主に自身がデザインしたオリジナルキャラクター「まくらちゃん」関連の絵画に加え、缶バッジ、キーホルダー、ポストカード他の各種グッズ等が展示、即売された。

#### テレビ、トークイベント等への出演

##### テレビ出演
2018年
2018年5月26日、6月2日、および6月9日、BS12 トゥエルビで放送された番組 BOOKSTAND.TV第129回、第130回、および第131回の『 ニッポンお仕事図鑑〜匠の仕事場〜 』のコーナーにおいて、こだわりのお仕事を持った匠を紹介するレポーターとして出演した。
自身が立案し、チケットサイト「カンフェティ」協力のもと2018年5月26 - 27日に開催したイベント（バスツアー『はらだんと行くサクラ社員旅行 in 伊香保温泉』）において、本イベントでの自身の営業活動内容等が同行したテレビ番組の関係者により詳細に取材された。また、本イベントでの営業活動内容等の一部については、2018年6月23日に放送されたTBSテレビのバラエティ番組「有吉ジャポン」にて取り上げられ明らかにされた。

##### トークイベント
| 年   | 項番 | イベント名称                                                  | 会場                 | 開催地 | 開催日         | 備考 |
| ---- | ---- | ------------------------------------------------------------- | -------------------- | ------ | -------------- | ---- |
| 2017 | 1    | 未来のない介護Cafe 日本が遺体の転がる国にならないための処方箋 | 高円寺Pundit'        | 東京   | 2017年10月23日 |      |
| 2017 | 2    | 実話ナックルズナイトVol.3                                     | 新宿ロフトプラスワン | 東京   | 2017年12月4日  |      |
| 2018 | 1    | 桜花賞イベント                                                | 川崎競輪場           | 神奈川 | 2018年4月8日   | *1   |
| 2020 | 1    | ガリガリガリクソン、原田真緒「Go To Neet キャンペーン」       | 阿佐ヶ谷ロフトA      | 東京   | 2020年9月18日  | *2   |
| 2022 | 1    | TEDxOUE                                                       | 大阪経済大学         | 大阪   | 2022年9月30日  |      |

*1 テレビ番組『真夜中のおバカ騒ぎ!』の歴代マヨバガールズとして出演。
*2 無観客トークライブ（オンラインイベント）

##### 1日ゲスト店長
| 年   | 項番 | イベント名称                                               | 会場                         | 開催地 | 開催日 | 備考             |
| ---- | ---- | ---------------------------------------------------------- | ---------------------------- | ------ | --- | ---------------- |
| 2017 | 1    | プロニートはらだんのしょくぎょうたいけん【1日Bar店長編】   | LOLV XOX（ロルヴ・ゾックス） | 東京   | 2017年9月2日 | Bar店長          |
| 2017 | 2    | はらだんnight                                              | Barモグラとゴリラ            | 東京   | 2017年9月25日 | Bar店長          |
| 2018 | 1    | プロニートはらだんの職業体験 1日Bar店長編in阿佐ヶ谷ロフトA | 阿佐ヶ谷ロフトA、Barホール   | 東京   | 2018年6月11日 | Bar店長          |
| 2018 | 2    | はらだんが阿佐ヶ谷ロフトAでガヤガヤする会〜はらガヤ会〜    | 阿佐ヶ谷ロフトA、Barホール   | 東京   | 2018年7月10日、9月22日、10月25日、11月17日、忘年会スペシャル12月9日                                                                                   | Bar店長          |
| 2019 | 1    | はらだんが阿佐ヶ谷ロフトAでガヤガヤする会〜はらガヤ会〜    | 阿佐ヶ谷ロフトA、Barホール   | 東京   | 新年会スペシャル2019年1月5日、2月20日、3月21日、4月29日、5月31日、6月29日、8月21日、9月23日、10月19日、11月27日、忘年はらガヤ会12月22日（全11回開催） | Bar店長          |
| 2020 | 1    | はらだんが阿佐ヶ谷ロフトAでガヤガヤする会〜はらガヤ会〜    | 阿佐ヶ谷ロフトA、Barホール   | 東京   | 新年はらガヤ会2020年1月30日 | Bar店長          |
| 2021 | 1    | 1日店長就任！はらだん忘年会inしゃれねずみ                  | しゃれねずみ                 | 東京   | 2021年12月18日 | パブスナック店長 |

##### 司会
2017年
2017年11月11日、えひめこどもの城にて開催されたイベント「みきゃんのお誕生日会」のキャラクター紹介ステージで司会を務めた。

##### その他
2017年
2017年10月28 - 29日、体験イベント「はらだんと行く大人の修学旅行in京都府和束町」を開催した。
2018年
2018年3月8日、新宿ロフトにて開催されたヴィレッジヴァンガード主催の「第4回雑貨大賞2018表彰式イベント」に審査員としてゲスト出演した。

#### ライター業
2017年9月 - 2018年5月、ヴィレッジヴァンガード公式フリーペーパー『VV magazine』の連載記事「プロニートはらだんVSヴィレヴァン不良在庫」を執筆した。

#### オリジナルキャラクターグッズ関連等
2018年
2018年4月13日、SUZURIの「ハンドメイドマーケットに連れてって」企画において、自身がデザインしたキャラクター「にこにこまくらちゃん」を採用したオリジナルアイテムが応募総数580点以上の中から選出された。本アイテムは、2018年4月27 - 29日に東京ビッグサイトで開催されたイベント「minneのハンドメイドマーケット2018」において展示された。
2019年
2019年4月8日 - 4月12日、自身と（株）ネッチがコラボレーションし、自身がデザインしたオリジナルキャラクター『まくらちゃん』のアクリルフィギュアがオンラインクレーンゲームの景品として個数限定にて初投入された。また、2019年9月16日 - 9月22日には、同キャラクターのクッションキーホルダー（全3種類）が期間限定にて再投入された。
2019年11月22日 - 12月1日、自身と（株）ZENが運営するグッズ販売WEBサイト「ウェブポン」がコラボレーションし、オリジナルキャラクター『まくらちゃん』、および『プロニート』関連グッズのカプセル型プライズを期間限定にてオンライン販売。
2020年
2020年1月12日 - 2月29日、ガチャ専門店「ガチャ野」において、自身がデザインしたカプセルトイ『プロニート格言Tシャツキーホルダー（全3種）』が個数限定にて初設置された。また、設置初日の1月12日には自身が来店し設置記念イベントを開催した。
2020年2月17日 - 2月23日、「はらだん×ネッチコラボ リターンズ」と題し、再び自身と（株）ネッチがコラボレーション。自身がデザインしたオリジナルキャラクター『まくらちゃん』のクッションキーホルダー（全3種類セット品他）がオンラインクレーンゲームの景品として個数限定にて再投入された。
2020年9月11日 - 9月20日、自身とアパレルショップ「健康(ヘルシー)」がコラボレーションし、”睡眠”をテーマとしたオリジナルアイテムを期間限定にてオンライン販売した。
2022年
2022年9月8日 - 9月11日、ポップアップショップ『インターネットプロニートショップリアル板』を中野ブロードウェイに出店。本店舗では、レジンを使用して自身が制作したオリジナルのハンドメイド作品（アクセサリ、日用品等）を販売した。

#### その他の活動
2017年
- 2017年3月12日、9月10日、としまえんで開催されたフリーマーケットに出店した[72]。
- 2017年9月26日、秋葉原 衣料/雑貨ショップ「セフィロティック・ツリー」にて、タレントのスタッフ(=キャスト)として私服をコーディネート[73]。
- 2017年11月19日、東京国際フォーラムで開催された「マイナビ転職EXPO」において、企業ブース（株式会社アーク・ナカムラ）のアシスタントを務めた。

2018年
- 2018年6月16日、パチンコ店「ジャラン小松店」[74]より依頼を受け、本店舗でパチンコ等を実践、また、本店舗内の飲食店においてランチオフ会を開催した[75]。
- 2018年11月11日、としまえんで開催されたフリーマーケットに出店した。

2021年
- 2021年11月21日、マンホールの蓋を撮影し投稿する事で社会貢献が可能な「位置情報ゲーム『マンホール聖戦』」の認定プレイヤー（アンバサダー）に任命された[76]。

2022年
- 2022年7月22日 - 7月31日、猫グッズ/雑貨店「choo choo本舗」の広報担当を務めた[77]。
- 2022年8月5日 - 9月4日、喫茶店「プロニート喫茶」を期間限定でプロデュースした[78]。

## 人物

### 愛称「はらだん」と独自の挨拶用語「だん」について
自身と同じ名前の「まお」という友人が存在したため、自身の愛称を「はらだん」にしたという。なお、この愛称は自身の友人が命名。これにちなみ、自身のライブ配信枠では、「わこだん（枠取りお疲れ様）」、「おつだん（お疲れ様）」や「おはだん（おはよう）」など、語尾に「だん」を付けた独自の挨拶用語が用いられている。

### 嗜好
ピンク、オレンジカラーを非常に好む。好きなアーティストとしてUVERworldを挙げているが2022年10月11日の自身の配信にて「いい曲やなという感じで現在はたまにしか聴いていない。暇な時はツイキャスか動画サイトしか観ていない。」という。深海生物の「ダイオウグソクムシ」が大好きで、自ら「グソドル」と名乗っている。ファーストフード店のチーズ入りハンバーガーや炭酸飲料を定期的に飲食している。

### ペット
「びわたん」と名付けたメスの亀を飼育している。また、2020年12月からは猫の飼育を開始した。性別は「オス」で、「ムスカ」と命名している。

### 趣味
マンガやアニメ。また、雑貨屋巡りを趣味としているが、中でもヴィレッジヴァンガードを特に愛用し、関西地区の同店をほぼ制覇しているという。ツイットキャスティング等で頻繁に雑談配信を行っており、2017年2月にはFRESH! by CyberAgentで「はらだんちゃんねる」を新たに開設した。

### ブログ等
2012年5月ブログにて『脱衣ぶろぐ』（コメントに応じてエントリ画像の露出が上がっていく）という企画を実行し、様々なニュースサイトに取り上げられ話題となる。以降、2017年2月にはnote「はらだん」を、2018年2月にはブログ「はらだんのプロニート生活録」を開設した。

## 出演

### テレビ

#### バラエティ
- お願い！ランキング
- 今ちゃんの「実は…」（ABC）
- ビーバップ!ハイヒール（ABC）
- ゴッドタン
- ツボ娘(TBS)
- アイドルスナイパー
- ミュージックドラゴン(日本テレビ)
- ネリさまぁ〜ず(日本テレビ)
- ゲーマーズTV 夜遊び三姉妹(日本テレビ)
- ピロロン学園（日本テレビ）
- 真夜中のおバカ騒ぎ!(千葉テレビ・TOKYO MX)2013年4月-2014年9月レギュラー
- ビックラコイタ箱(中京テレビ)レギュラーアシスタント - 2015年4月 -
- カンニングのDAI安☆吉日
- ミュージャック(関西テレビ)
- 有吉ジャポン(TBS)2018年6月22日

#### CM
- めちゃコミックス
- ハイスクールD×D乱一世お色気レポートver

#### 情報
- 堀潤モーニングFLAG　特集「マンホール聖戦」（TOKYO MX） - 2021年12月8日
- つながる絵本 for SDGs　日本鋳鉄管「足元で白熱！まちを守る戦い！」（BS朝日） - 2022年3月4日

### WEB
- スクランブルエッグ
- ケータイYOUNG JUMP ぷるるんサバイバル
- 美人時計（Kiss×bijin-tokei 03:29)[87]
- 原田真緒の人類伊予柑計画（2012年8月1日-、アメーバスタジオ）
- 日刊SPA！[88]
- おたぽる「ダイオウグソクムシ・ブームに乗った!? "グソドル"原田真緒の戦略とグソクへの愛」[79] -2014年6月21日
- いまトピ[89]
- 【公式ニコニコ生放送】「地下アイドルLIVE in 地下」MC(レギュラー出演) - 2015年8月 - 2016年
- 【公式ニコニコ生放送】 リアル脱出ゲーム×ニコニコ「株式会社怪盗」進行役(レギュラー出演) - 2015年11月 - 2016年
- マネーポストWEB
  - 「ギャラ飲み」で稼ぐ子も 貧困グラドルの生活実態[90] -2017年10月2日
  - イベントやグッズ販売で生計、フリーランスアイドルの収支報告[91] -2017年10月5日
  - “投げ銭”もらうのは申し訳ない？ 動画配信する元グラドルの葛藤[92] -2017年10月9日
  - “投げ銭”効果も？ 配信者が語る「動画配信サービス急拡大」の背景[93] -2018年6月21日
- ニュースサイトTABLO グラドルがニートとして再出発!? 自前の布団に寝転びながら街へ出稼ぎにやって来た日[94] -2017年11月27日
- カンニング竹山の土曜The NIGHT（2018年5月13日、AbemaTV）
- スピードワゴンの月曜The NIGHT（2018年7月16日、AbemaTV）
- DDTの木曜The NIGHT（2019年6月7日、AbemaTV）
- ヴィレッジヴァンガード ヒマつぶし情報（キタコレ！キタコレポート！）-2018年8月10日、2018年12月25日[95]、2019年9月3日[96]、2020年2月27日[97]、2020年10月22日[98]、2020年11月12日[99]、2021年3月25日[100]、2022年4月28日[101]
- 【経済って、もっと自由だ。】大経大卒業生から在学生や受験生への応援メッセージ　エッセイ「最低限の生活でいい」はらだん｜大阪経済大学 -2021年4月1日[102]

### 雑誌
- カジカジ
- ヤングアニマル(白泉社)
- スコラ
- 週刊ヤングジャンプ
- 四国のビーチギャル2011 / 表紙&巻頭グラビア
- 週刊プレイボーイ / 2013年12月2日発売(集英社)
- 黄金のGT / 2014年4月26日発売(晋遊舎)
- エキサイティングマックス！ / 2014年4月26日発売(ぶんか社)
- ヤングアニマル2014 7.11 No.13別冊付録(白泉社)
- カススク125Vol22 2014年12月号(造形社)
- BOMB2014年12月号(学研マーケティング)
- 週刊アサヒ芸能増刊 アサ芸Secret! (シークレット) VOL.31 2015年 1/5号(徳間書店)
- RIDEonSPORTS2015年8月号(造形社)
- フォトテクニックデジタル2015年12月号No.95(玄光社) / P26 イルミな彼女
- 週刊プレイボーイ2015年12月28日号No.52(集英社)
- Rooftopフリーペーパー インタビュー記事「経済大学卒のプロニートによる『働かない』ための努力！？」[103] 2017年2月号
- ヴィレッジヴァンガード公式フリーペーパー『VV magazine』 2017年10月号Vol.39 - 2018年5月号Vol.46連載
- 週刊SPA! そこそこ明るい”逆説”ニッポンの未来 2017年10月10・17日合併号（扶桑社）
- 実話ナックルズ2018年4月号（ミリオン出版）

### 新聞
- 『愛媛新聞』朝刊　時代を歩く・えひめ現場ルポ「動画配信者／プロニート」-2019年5月19日

### 小説
- 白球アフロ朝倉 宏景 (著) 講談社 2013年 表紙モデル

### ラジオ
- アメリカ村TV
- 渋谷のほんだな[104]（2021年6月11日、渋谷のラジオ）

## 作品

### DVD
1. ちゅらだん（2010年11月26日発売 販売元:福笑エンタープライズ）
2. いいよかん（2012年10月19日発売 販売元:M.B.D.メディアブランド）
3. ドSお嬢様REIKO（2013年1月18日発売 販売元:メディアージュ）
4. 恋衣-こいごろも-（2014年1月31日発売 販売元:スパイスビジュアル）
5. だんだん好きになる（2015年6月25日発売 販売元:エアーコントロール）